# Ponte Lucano
Il Ponte Lucano è uno dei quattro ponti romani sul fiume Aniene, fra Roma e Tivoli. La suggestione è data dall'edificio circolare che è l'antico Mausoleo dei Plauzi, che nel 1465, per decisione di papa Paolo II, fu adibito a torre fortificata e merlata, messa a guardia del ponte.

## Storia e descrizione
Lungo la via Tiburtina s'incontra il ponte Lucano che scavalca l'Aniene a 24 chilometri da Roma, non lontano dalla Villa Adriana. Il nome (è stato chiamato anche Logano, o Lugano) deriva dal ricco tiburtino Marco Plauzio Silvano (o Lucano) che all'epoca di Augusto volle, in quel punto preciso, sulla riva sinistra dell'Aniene, erigere il sepolcro della sua famiglia: il Mausoleo dei Plauzi. Gli altri tre ponti romani sull'Aniene sono ponte Mammolo, ponte Nomentano e ponte Salario.
In origine il ponte aveva cinque arcate, rivestite di travertino, di cui quella centrale era più ampia delle altre, per accogliere il maggior flusso dell'acqua. Oggi ne sono ben visibili tre, poiché le altre sono parzialmente interrate. Fu distrutto da Totila nel 547 d.C. durante le Guerre Gotiche, come narra Procopio, e fu ripristinato da Narsete intorno al 560 d.C.. Il ponte fu restaurato ampiamente nel 1835, sotto il pontificato di Gregorio XVI. Nei pressi del ponte sorgeva un approdo da dove s'imbarcava il travertino destinato a Roma.
Non lontano dal ponte Lucano, intorno al 1150, Federico Barbarossa incontrò papa Adriano IV. Il luogo in cui sorge, sul fondo di una valle immersa nel verde, ha ispirato artisti, tra cui Israel Silvestre (incisione, 1648), Piranesi (incisione, 1756), Salvator Rosa, Lorrain, Poussin, Corot.
Su questo ponte passava la tranvia Roma-Tivoli, una linea extraurbana con locomotiva azionata a vapore, che è stata attiva dal 1879 al 1934. Negli anni sessanta il ponte Lucano è stato adibito a traffico locale, quando la via Tiburtina è stata allargata e deviata su un nuovo ponte. Una serie di inondazioni, nel 2004, in parte causate da rifiuti industriali, illegalmente e incautamente versati nell'Aniene, hanno portato alla decisione di restaurare il ponte e di dragare il letto del fiume. Sono state costruite barriere contro le inondazioni, troncando l'accesso al luogo, ma senza proteggere le vulnerabili strutture storiche. Al parapetto del ponte è stata sostituita una moderna e contestata ringhiera. I luoghi caddero nell'abbandono. I lavori di riqualificazione sono partiti nel 2016.

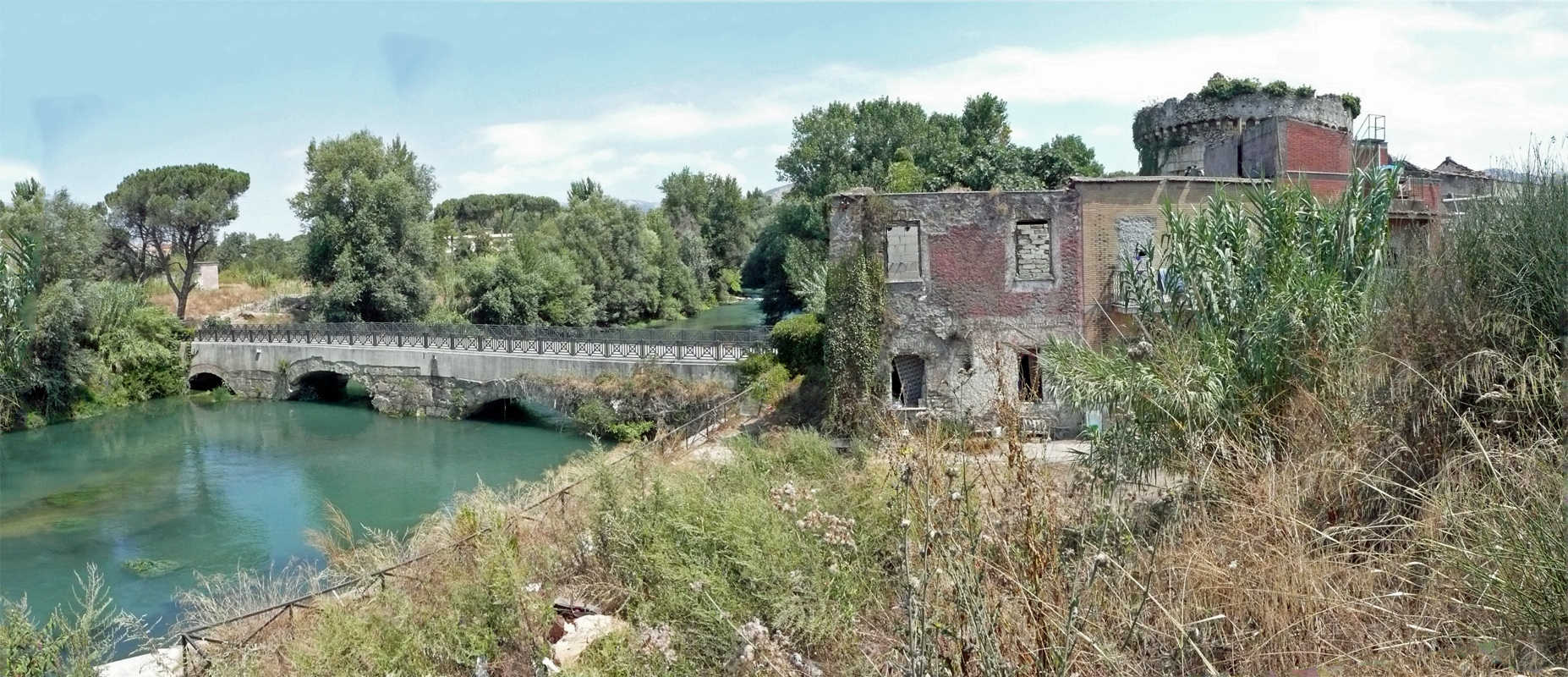
Ponte Lucano - Il panorama modificato